# Habsburško-turski ratovi
Habsburško-turski ratovi, zvani još i Habsburško-osmanski, Austro-turski, Austrijsko-turski ili Austrijsko-osmanski ratovi, višestoljetni je niz periodičnih kontinuiranih oružanih sukoba, koji su se s razmjerno velikim intenzitetom i duljim ili kraćim prekidima vodili između Habsburške Monarhije i Osmanskog Carstva u drugoj polovici 2. tisućljeća. Računajući od stupanja dinastije Habsburg na hrvatsko-ugarsko prijestolje 1526./1527. godine pa do prestanka postojanja Habsburške Monarhije (1918.), vodilo se više intenzivnih kraćih ili duljih ratova (sa sudjelovanjem znatnih vojnih snaga obiju strana), za koje nema jedinstvenog stava o njihovu broju, pa se najčešće navodi da ih je bilo šest, osam ili devet. Kao kriterij svršetka pojedinog habsburško-turskog rata uzima se potpisivanje mirovnog sporazuma između ovlaštenih predstavnika dviju zaraćenih strana.
Ostali manji ili veći vojni sukobi, koji su se vodili u razdobljima između tih ratova, a najčešće su bili ograničenog ili lokalnog obuhvata (kao što su, primjerice, izolirani osmanski pljačkaški pohodi u habsburške zemlje ili okršaji između pojedinih postrojbi hrvatskih velikaša-vojskovođa sa snagama osmanskih pograničnih vojnih zapovjednika – npr. dizdara, kapetana ili sandžak-begova na današnjoj hrvatsko-bosanskoj granici) nisu uključeni u te ratove, jer su ovisili o odlukama lokalnih ili regionalnih moćnika, a ne habsburškog kralja (cara) ili osmanskog sultana. U takvim slučajevima nije postojao ni službeni međudržavni mirovni sporazum o prestanku rata između vladara u prijestolnicama, a potonji ponekad nisu bili ni unaprijed obaviješteni o okršajima.

## Kronološki pregled
Premda je i ranije bilo sukoba između habsburške i turske vojske (a Ladislav V. Posmrtni bio jedno kraće vrijeme sredinom 15. stoljeća hrvatsko-ugarski kralj), tek je nakon dolaska Habsburgovaca na vlast u Hrvatsko-Ugarskom Kraljevstvu 1526./1527. godine došlo do dugotrajnog neposrednog kontakta granične crte dviju velikih monarhija i izravnog napada Osmanlija na habsburške zemlje. U to je vrijeme već više od trideset godina trajao Stogodišnji hrvatsko-turski rat. Ubrzo potom dogodila se i prva opsada Beča 1529. godine, što neki povjesničari uzimaju za prvi habsburško-turski rat. 
Prva opsada Beča nije za Turke završila uspješno, pa su se opsjedatelji povukli prema Ugarskoj. Sulejman je tri godine poslije poduzeo novi pohod na Beč, ali njegova vojska tom prigodom nije ni stigla do tamo jer ju je u toj namjeri u bitki kod Kisega u zapadnoj Ugarskoj u kolovozu 1532. spriječio hrvatski kapetan Nikola Jurišić sa svojim vojnicima. Osmanlije su potom 1533. godine u Carigradu s Ferdinandovim poslanicima sklopili mirovni sporazum. Mir nije dugo trajao jer je već sljedećih godina uslijedila intenzivna turska navala na Hrvatsku i Ugarsku i nova ratna razaranja. Među veće bitke koje su se dogodile u to vrijeme spadaju Kliška bitka i Bitka kod Gorjana 1537. Znatan je teritorij i Hrvatske i Ugarske tada potpao pod osmansku vlast.
Situacija je u to doba bila vrlo složena: dok je jedan dio hrvatsko-ugarskog plemstva izabrao za kralja Ferdinanda I. Habsburškog, drugi dio je postavio za kralja Ivana Zapolju, pa su istodbno postojala dva protukralja, koji su međusobno zaratili. To je zapravo značilo građanski rat, koji se odvijao usporedno s ratovanjem protiv Turaka. Zapolja je vrlo brzo procijenio da će se teško oduprijeti turskoj vojnoj sili sultana Sulejmana Veličanstvenog pa je postao njegov vazal. U istoj je ulozi bio i njegov sin i nasljednik Ivan Sigismud Zapolja, pa je tako tijekom 16. stoljeća dolazilo do više ratova u kojima su sudjelovali Habsburgovci, Zapolje i Turci. U jednom od njih su turske snage 1541. godine zauzele središnju Ugarsku s glavnim gradom Budimom. Taj je rat okončan mirovnim sporazumom u Drinopolju (Edirneu) 1547. godine.
Izmjenjivanje ratnog i mirnodopskog stanja nastavilo se sredinom 16. stoljeća, sve dok Sulejman nije odlučio ponovno krenuti sa svojim trupama na Beč. Neki povjesničari taj pohod klasificiraju kao drugi habsburško-turski rat. Sultanovu ogromnu armiju zaustavio je 1566. godine u bitki kod Sigeta proslavljeni junak Nikola Šubić Zrinski. Premda su Turci naposljetku osvojili Siget, nisu nastavili put prema Beču jer su imali velike gubitke u ljudstvu, a u međuvremenu je i umro Sulejman pa se njegova vojska vratila u Carigrad gdje je vlast preuzeo novi sultan Selim II. Između njega i Ferdinanda sklopljen je 1568., posredstvom kardinala Antuna Vrančića, mir u Drinopolju.
Tijekom 1570-tih i 1580-tih godina Osmanlije su polako, ali sigurno napredovale prema zapadu osvajajući i utvrđujući svoj položaj u zauzetim krajevima. U Hrvatskoj se tako u tom razdoblju granica pomaknula s rijeke Une na rijeku Kupu jer je otpor hrvatskih snaga, potpomognutih habsburškim trupama, bio preslab. To razdoblje stalnog latentnog ratnog stanja u kojem su osvajači iz Male Azije, šireći svoje bosanske sandžake i pašaluke, malo-pomalo zauzimali hrvatske utvrde i naselja, kulminiralo je padom hrvatskog slobodnog kraljevskog grada Bihaća 1592. godine. Nakon toga ti su osvajači doživjeli težak poraz u bitki kod Siska 1593. godine i to je bio kraj Stogodišnjeg hrvatsko-turskog rata (1493-1593). Napredovanje Osmanlija, barem što se tiče Hrvatske, zaustavljeno je, a hrvatsko-turska granica se od tada na dulje vrijeme nije bitnije mijenjala.
Sultan Murat III. nije se ipak lako pomirio s porazom kod Siska i Habsburškoj je Monarhiji objavio rat, koji je poznat pod nazivom Dugi ili Trinaestogodišnji rat, a trajao je u razdoblju od 1593. do 1606. godine. On se najčešće uzima kao prvi veliki i sveobuhvatni habsburško-turski rat (a treći po redu prema ranije spomenutoj klasifikaciji). Sultanova je vojska odmah na početku rata snažno napala Ugarsku i zauzela neke važne utvrde, među kojima su Đur (Györ) i Komoran (Komárom). Nakon toga uslijedio je habsburški protuudar pa zatim odgovor Turaka i tako naizmjenično sve do prvih godina 17. stoljeća. Rat se vodio najviše na području Ugarske (ali i drugdje, pa čak i na tlu Vlaške), a završio je Žitvanskim mirom.
Osim tog rata, u Habsburško-turske ratove ubraja se još pet velikih vojnih sukoba tih dviju monarhija, što je sve prikazano u sljedećoj tablici:
|    | Sukob                                          | Veće bitke                                                                                     | Ishod | Mirovni sporazum        |
| -- | ---------------------------------------------- | ---------------------------------------------------------------------------------------------- | --- | ----------------------- |
| 1. | Dugi rat (Trinaestogodišnji rat) 1593. – 1606. | Bitka kod Đura (1594.) Bitka kod Komorana (1594.) Opsada Velike Kaniže (1601.)                 | Neodlučeno | Žitvanski mir           |
| 2. | Habsburško-turski rat 1663. – 1664.            | Opsada Novog Zamka (1663.) Opsada Novog Zrina (1664.) Monošterska bitka 1664.                  | Vojna pobjeda Habsburške Monarhije, ali diplomatski uspjeh Turskog Carstva                                                    | Vašvarski mir           |
| 3. | Veliki turski rat 1683. – 1699.                | Opsada Beča 1683. Bitka kod Mohača 1687. Bitka kod Slankamena Bitka kod Sente                  | Pobjeda Habsburške Monarhije u okviru saveza Svete lige                                                                       | Srijemskokarlovački mir |
| 4. | Habsburško-turski rat 1716. – 1718.            | Bitka kod Petrovaradina 1716. Opsada Beograda 1717.                                            | Pobjeda Habsburške Monarhije                                                                                                  | Požarevački mir         |
| 5. | Habsburško-turski rat 1737. – 1739.            | Bitka kod Banja Luke (1737.) Bitka kod Grocke (1739.) Opsada Beograda 1739.                    | Pobjeda Turskog Carstva | Beogradski mir          |
| 6. | Habsburško-turski rat 1788. – 1791.            | Oslobođenje Starog grada Drežnika (1788.) Opsada Beograda 1789. Oslobođenje Cetingrada (1790.) | Pobjeda Habsburške Monarhije, ali s malim teritorijalnim dobitcima, zbog promjene strateško-diplomatske konstelacije u Europi | Svištovski mir          |

Nakon što je 1791. godine sklopljen Svištovski mir, između dviju monarhija nije dugo vremena dolazilo do velikih ratnih sukoba. Premda je Rusko Carstvo tijekom 19. stoljeća nekoliko puta bilo u ratnom stanju s Osmanlijama, Habsburška Monarhija nije se uključivala u to kao ranije. Moć Turskog Carstva svejedno je polako, ali sigurno, sve više slabila i nije imala snage za velike osvajačke ratove kao nekada. S druge strane, Habsburška Monarhija se više usmjerila na zbivanja u drugim dijelovima Europe, s obzirom na to da su se političko-vojne prilike koncem 18. stoljeća bitno promijenile, jer je poslije Francuske revolucije došlo do Francuskih revolucionarnih ratova, odnosno kasnije Napoleonskih ratova. Ukinućem Svetog Rimskog Carstva Habsburška je Monarhija postala Austrijsko Carstvo i tijekom 19. stoljeća imala nekoliko vojnih okršaja u okviru austrijsko-turskih oružanih sukoba.
Naposljetku je tek 1878. godine, velika i složena multinacionalna carevina, ovaj put kao Austro-Ugarska Monarhija, u bitno izmijenjenim političko-vojnostrateškim okolnostima, izvršila veliki ratni pohod na osmansku Bosnu i Hercegovinu. Pohod je uslijedio poslije Berlinskog kongresa i bio uspješan, pa je Bosna i Hercegovina najprije zaposjednuta, a 1908. godine i anektirana.

## Vanjske poveznice
- Odnosi Habsburške Monarhije i Osmanskog Carstva u 18. stoljeću
- Ratovi između Habsburgovaca i Osmanlija
- Bošnjački pogled na Habsburško-osmanski rat 1737-1739. (boš.)